# Arena (fiume)

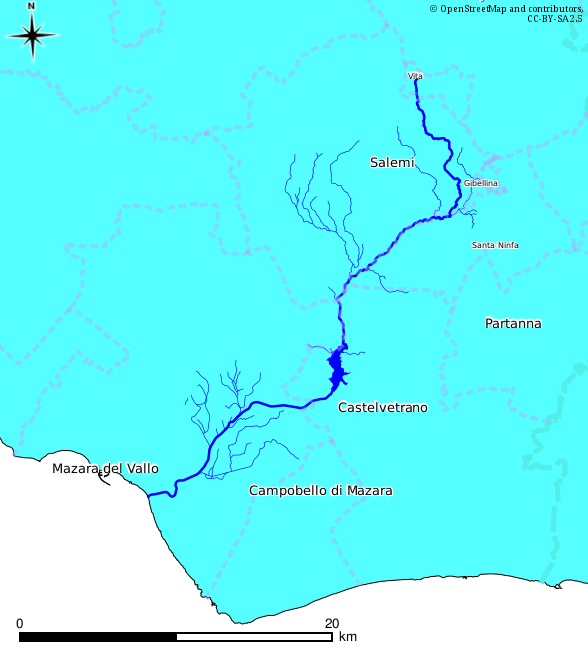
Bacino idrografico del fiume Arena

L'Arena è un fiume della Sicilia lungo circa 43 km, che nasce dalle fonti di Monte San Giuseppe, Monte Calemici e Monte di Pietralunga (nel territorio comunale di Vita) e sfocia nel mar Mediterraneo, in località Mazara del Vallo.
Il corso d'acqua è denominato fiume Grande a monte, fiume Delia nel tratto centrale e Arena nel tratto finale.  Lungo il suo sviluppo, il corso d'acqua non riceve affluenti di particolare rilievo, ma solo alcuni torrentelli, tra cui il canale di Butirro.
Nel tratto centrale del fiume, presso Castelvetrano, è stata realizzata nel periodo 1954-1959 una diga in terra, che ha dato origine al serbatoio del lago Trinità.
Nel suo percorso, il fiume attraversa i seguenti comuni, in ordine dalle sorgenti alla foce:
- Vita
- Calatafimi Segesta
- Salemi
- Santa Ninfa
- Castelvetrano
- Campobello di Mazara
- Mazara del Vallo